# Wingspan: Hits and History
Wingspan: Hits and History é um documentário de televisão e uma coletânea dos sucessos dos Wings. A história da banda, contada por Paul McCartney traz material da época do seu primeiro álbum solo, McCartney, em 1970, até o fim da banda, na época da prisão de Paul no Japão, por porte de maconha, em 16 de Janeiro de 1980.
As edições norte-americana e inglesa do álbum com a trilha sonora do documentário variam ligeiramente, uma vez que a versão britânica contém a versão de estúdio de "Coming Up", enquanto a versão norte-americana traz a versão da música ao vivo em Glasgow. A versão disponível no Japão, traz, ainda, a faixa Eat at Home, do LP Ram, lançada em 1971 em single, como bônus no disco "Hits".

## Histórico
Paul McCartney lançou 15 álbuns durante este período, sendo 5 deles solo, um com Linda McCartney e 9 com os Wings, incluindo uma coletânea de sucessos e faixas lançadas, até então, apenas em singles: Wings Greatest.
A banda esteve em atividade durante o período de 1971 a 1980, contando com 6 formações diferentes. O documentário não traz a fase da chamada segunda carreira solo, a partir do lançamento do LP/CD McCartney II, em maio de 1980. A versão do doumentário disponível no Brasil também não traz legendas em português, mas apenas em inglês.
A trilha sonora, por sua vez, é dividida em dois discos, distintos: Hits traz as faixas de maior sucesso comercial dos Wings, algumas das quais já haviam sido lançadas nas coletâneas Wings Greatest e All the Best!, de 1987. History traz algumas curiosidades e alguns Lado B de singles e showcases promocionais pouco conhecidos, dirigidos aos fãs.

## Músicas
Disco 1
1. "Listen To What The Man Said"
2. "Band On The Run"
3. "Another Day"
4. "Live And Let Die"
5. "Jet"
6. "My Love"
7. "Silly Love Songs"
8. "Pipes Of Peace"
9. "C Moon"
10. "Hi Hi Hi"
11. "Let Em In"
12. "Goodnight Tonight"
13. "Junior s Farm (DJ Edit)"
14. "Mull Of Kintyre"
15. "Uncle ALbert/Admiral Halsey"
16. "With A Little Luck (DJ Edit)"
17. "Coming Up"
18. "No More Lonely Nights"

Disco 2
1. "Let Me Roll It"
2. "The Lovely Linda"
3. "Daytime Nightime Suffering"
4. "Maybe I M Amazed"
5. "Helen Wheels"
6. "Bluebird"
7. "Heart Of The Country"
8. "Every Night"
9. "Take It Away"
10. "Junk"
11. "Man We Was Lonely"
12. "Venus And Mars/Rockshow (Single Edit)"
13. "The Back Seat Of My Car"
14. "Rockestra Theme"
15. "Girlfriend"
16. "Waterfalls"
17. "Tomorrow"
18. "Too Many People"
19. "Call Me Back Again"
20. "Tug Of War"
21. "Bip Bop/ Hey Diddle"
22. "No More Lonely Nights (Playout Version)"